# Phare du port de Tamsui
Le phare du port de Tamsui (chinois traditionnel: 淡水港燈塔; pinyin: Dànshuǐgǎng dēngtǎ) est un phare situé sur la rive nord du port de Tamsui, dans le district de Tamsui, au sein du Nouveau Taipei à Taïwan (proche de la rive nord de l’estuaire de la rivière Tamsui). Il est le seul phare de l'île de Taïwan situé près d'un estuaire. 

## Histoire
La construction du phare du port de Tamsui trouve son origine dans la signature du Traité de Tianjin qui permit l'ouverture du port de Tamsui au commerce extérieure et à l'entrée et la sortie fréquentes de navires étrangers. Il fut spécialement conçu pour améliorer les installations de navigation et réduire les naufrages. Son prédécesseur fut construit sous la dynastie Qing à Taïwan en 1796 au cours de la première année de l'ère de Jiaqing, et fut financé par les habitants locaux. La tour fut façonnée en pierre naturelle et s'éleva d’une hauteur de quatre mètres environ. Elle employa des lampes à huile, mais les lumières furent éteintes au cours des journées. Elle fut nommée "Wang Gao Lou"  et fut le plus ancien phare de l'île de Taïwan. En 1888, dans la quatorzième année de l'ère de Guangxu, le phare du port de Tamsui fut élaboré par le Département général des impôts des douanes chinoises. Il prenait la forme d'une tour en fer de style occidental carrée et blanche d'une hauteur de 15,8 mètres, dotée d'un éclairage au kérosène de six classes et d'une puissance lumineuse de cent bougies. En 1926, le mode d'éclairage passa à l'électricité et en 1951, le dispositif d'éclairage en flash fut introduit: la lumière s'alluma toutes les trois secondes. D'une puissance de quatre mille bougies, elle portait sur une distance de onze mille marins. En 1969, au cours de la cinquante-huitième année de la République de Chine, le phare se dota d'un nouveau cadre en acier carré . 

## Construction
Le phare du port de Tamsui est un phare sans surveillance, d'une hauteur de 32,7 mètres, doté d'un cadre en acier carré. Il est équipé de quatre sources de courant alternatif, d'une lumière blanche qui s'allume toutes les huit secondes et affiche une puissance de 28 000 bougies. Un nouveau type de lumière d'arc est installé pour indiquer l'entrée dans le canal du port de Tamsui,,. De nos jours, la plupart des bateaux naviguant dans le détroit de Taïwan, ont déjà installé un système de positionnement par satellite. Mais de nombreux pêcheurs de Tamsui, prenant la mer à bord d'un sampan, peuvent profiter de ce phare afin de les guider sur le bon chemin. 